# 517e régiment de chars de combat
Pour les articles homonymes, voir 517e régiment.
Le 517e régiment de chars de combat (517e RCC) est une unité blindée de l'armée française. Le régiment sert successivement en Allemagne puis au Maroc.

## Création et différentes dénominations
- mars 1923 : création du 517e régiment de chars de combat
- 1er octobre 1926 : dissous

## Historique
Le régiment est créé en mars 1923 à l'armée du Rhin, à partir du IIe bataillon du 510e régiment de chars de combat. Il a son état-major et un bataillon à Düren et un bataillon à Mülheim tandis que son dépôt est à Angoulême,. Il est équipé de chars Renault FT. 
Le 10 novembre 1925, par décision ministérielle du 16 octobre, un nouveau 517e régiment de chars de combat,, est formé à Fès à partir des unités suivantes, engagées depuis plusieurs mois dans la guerre du Rif : 
- 1er bataillon de chars du Maroc (arrivé en mai 1925)[11] :
  - 1re compagnie du 504e RCC - devient 1re compagnie du 517e[12]
  - 1re compagnie du 511e RCC
  - Compagnie du 61e BCC (arrivée en août 1925[11])
- 2e bataillon de chars du Maroc (arrivé en juillet 1925)[11] :
  - 1re compagnie du 506e RCC - devient 4e compagnie du 517e[6]
  - 1re compagnie du 507e RCC - devient 5e compagnie du 517e[7]
  - 1re compagnie du 508e RCC[8]

En parallèle, les personnels du régiment dissous en Allemagne rejoignent les régiments métropolitains pour reconstituer les compagnies manquantes,,.
Les blindés du 517e sont engagés dans les dernières opérations de la guerre du Rif,. Il est dissout le 1er octobre 1926 et ses personnels forment le 62e bataillon de chars de combat,,.

## Étendard
L'étendard du régiment ne porte aucune inscription.

## Personnalités
Le futur général Delestraint sert avec le régiment en 1923 à Düren.